# 囊泡病毒科
囊泡病毒科（Ascoviridae）是雙鏈DNA病毒中的一個科，該類病毒主要感染無脊椎動物，下有一屬：
- 囊泡病毒屬（Ascovirus）。代表種：
  - 秋行軍蟲囊泡病毒（Spodoptera frugiperda ascovirus），又譯作秋黏蟲囊泡病毒或草地夜蛾表泡病毒。

## 外部連結
- 醫學主題詞表（MeSH）：Ascoviridae
- ICTV（页面存档备份，存于）
- Viralzone: Ascoviridae/（页面存档备份，存于）